# Pratyangira
Pratyangira (sanskrt प्रत्यङ्गिरा, Prathyaṅgirā) — također zvana Atharvana Bhadrakaali, Prachanda Chandika, Narasimhi i Narashimhika — hinduistička je božica povezana sa Shakti. Ona je oblik Adi Parashakti te supruga Sharabhe.
Opisana je kao božica lavljeg lica i ljudskog tijela te predstavlja uniju Šive i Shakti. Ona u sebi sadrži destruktivnu moć Višnua, Šive i Shakti. Ta kombinacija lavljeg i ljudskog oblika predstavlja ravnotežu dobra i zla.

## Poveznice
- Bhadrakali
- Narasimha
- Sekhmet
- Durga
- Kali (božica)
- Šakti